# گری فیشککن
گری فیشککن (انگلیسی: Gary Fisken؛ زادهٔ ۲۷ اکتبر ۱۹۸۱) بازیکن فوتبال است.